# Courtney Henggeler
Courtney Henggeler (Phillipsburg, 11 dicembre 1978) è un'attrice statunitense di cinema e televisione, conosciuta principalmente per la sua interpretazione di Amanda LaRusso, moglie del personaggio di Daniel LaRusso, nella serie televisiva Cobra Kai.

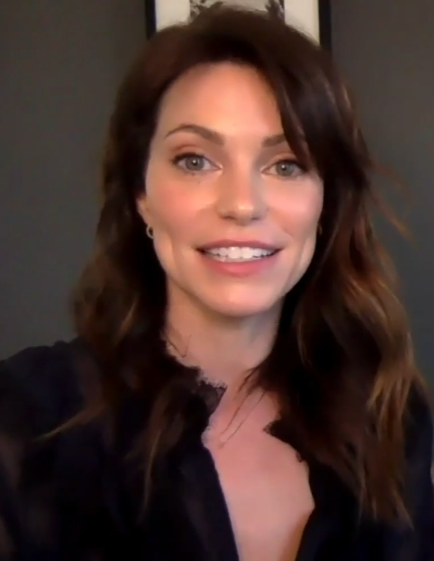
Courtney Henggeler nel 2021

È inoltre conosciuta per aver interpretato Missy Cooper, la sorella gemella di Sheldon Cooper, in The Big Bang Theory .

## Biografia
Nata a Phillipsburg, nel New Jersey, Henggeler è cresciuta in Pennsylvania fino all'età di 14 anni, quando si è trasferita nella città natale dei suoi genitori, Seaford, New York, sulla costa meridionale di Long Island . Dopo essersi diplomata alla Seaford High School , Henggeler si è iscritta alla SUNY Fredonia, ma ha abbandonato gli studi e si è trasferita a Los Angeles due anni dopo, dove ha ricevuto le sue prime lezioni di recitazione.
Deve la sua popolarità alle sue numerose partecipazioni in molte serie televisive quali Dr. House, Criminal Minds, The Big Bang Theory,Faking It - Più che amiche, The Mysteries of Laura, Henry Danger, Happy Endings, Mom, Bones e Royal Pains.
Nel 2018 recita nel film di Tyler Perry Inganni online e, sempre nello stesso anno, entra nel cast della serie web di YouTube Premium Cobra Kai nella parte Amanda LaRusso.

## Vita privata
Henggeler ha sposato il produttore cinematografico Ross Kohn nell'ottobre 2015. Hanno due figli.

## Filmografia

### Cinema
- The Bog Creatures, regia di J. Christian Ingvordsen (2003)
- The Legacy of Walter Frumm, regia di Jordan Schachter (2005)
- Amici di letto (Friends with Benefits), regia di Will Gluck (2011)
- Hitting the Cycle, regia di J. Richey Nash e Darin Anthony (2012)
- Beach Pillows, regia di Sean Hartofilis (2014)
- Feed, regia di Tommy Bertelsen (2017)
- Fixed, regia di Alonso Mayo (2017)
- Inganni online (Nobody's Fool), regia di Tyler Perry (2018)
- Do Not Reply, regia di Walter Woltosz e Daniel Woltosz (2019)
- Erano ragazzi in barca (The Boys in the Boat), regia di George Clooney (2023)

### Televisione
- Dr. House - Medical Division (House, M.D.) - serie TV, episodio 1x09 (2005)
- Criminal Minds - serie TV, episodio 3x18 (2008)
- The Big Bang Theory - serie TV, episodi 1x15 e 11x24 (2008-2018)
- Roommates - serie TV, episodio 1x12 (2009)
- NCIS - Unità anticrimine (NCIS) - serie TV, episodio 7x02 (2009)
- Accidentally on Purpose - serie TV, episodio 1x10 (2009)
- Peas in a Pod - film TV, regia di Eric M. Rusch (2010)
- Wing Bitches - film TV, regia di Ryan Wade Howard (2010)
- True Love - film TV, regia di Chad Maltais e Pamela Fryman (2010)
- Working Class - serie TV, episodi 1x01, 1x08 e 1x11 (2011)
- Happy Endings - serie TV, episodio 1x02 (2011)
- Melissa & Joey - serie TV, episodio 1x18 (2011)
- Family Practice - film TV, regia di Ted Wass (2011)
- Mom - serie TV, 5 episodi (2013-2015)
- Back in the Game - serie TV, episodio 1x06 (2013)
- A casa per Natale (Kristin's Christmas Past) - film TV, regia di Jim Fall (2013)
- Royal Pains - serie TV, episodio 6x05 (2014)
- Franklin & Bash - serie TV, episodio 4x05 (2014)
- Faking It - Più che amiche (Faking It) - serie TV, episodio 1x03 e 2x04 (2014)
- The Mysteries of Laura - serie TV, episodio 1x05 (2014)
- Stitchers - serie TV, episodio 1x07 (2015)
- Bones - serie TV, episodio 11x11 (2016)
- Mary + Jane - serie TV, episodio 1x02 (2016)
- Henry Danger - serie TV, episodio 3x02 (2016)
- Il marito che non ho mai conosciuto (Escaping Dad) - film TV, regia di Ross Kohn (2017)
- Cobra Kai - serie TV (2018-2025)
- Jane the Virgin - serie TV, episodio 4x14 (2018)
- Le amiche di mamma (Fuller House) - serie TV, episodio 4x08 (2018)
- Into the Dark - serie TV, episodio 2x02 (2019)

## Doppiatrici italiane
Nelle versioni in italiano delle opere in cui ha recitato, Courtney Henggeler è stata doppiata da:
- Selvaggia Quattrini in The Big Bang Theory (ep. 1x15), Erano ragazzi in barca
- Veronica Puccio in The Big Bang Theory (ep. 11x24)
- Perla Liberatori in Mom, Bones
- Valentina Pollani in Cobra Kai